# Porsche-Diesel Motorenbau
Die Porsche-Diesel-Motorenbau GmbH stellte zwischen 1956 und 1963 in Manzell am Bodensee Traktoren mit Dieselmotoren her. Die Geschichte begann 1938 mit der Idee des Volksschleppers, von dem in Stuttgart diverse Prototypen gebaut wurden.

## Geschichte
Zur Motorisierung der Landwirtschaft beauftragte 1937 auf Anregung von Adolf Hitler die Deutsche Arbeitsfront Ferdinand Porsche mit der Entwicklung eines landwirtschaftlichen Kleinschleppers, der die Landwirtschaft als „Volkstraktor“ motorisieren sollte, parallel zum Volkswagen, der die Massenmotorisierung der Bevölkerung ermöglichen sollte. Hier waren die folgenden Eigenschaften besonders wichtig: preiswert in Anschaffung und Unterhalt, für Großserienfertigung geeignet, ausreichend Leistung für alle im bäuerlichen Landwirtschaftsbetrieb anfallenden Arbeiten, robust und einfach in der Bedienung. Mit einem luftgekühlten Zweizylindermotor bei einer Leistung von 8 kW (11 PS) war dieser für den bäuerlichen Mittel- und Kleinbetrieb gedacht und sollte in einem neuen Traktorenwerk bei Waldbröl in Großserie produziert werden. Aufgrund des Zweiten Weltkrieges kam es aber nur zur Herstellung von Versuchsfahrzeugen.
Der Porsche-Traktor entstand aus der Weiterentwicklung des Volkstraktors. Die Produktion begann 1950 zunächst in Zusammenarbeit mit dem Uhinger Unternehmen Allgaier Werke GmbH, ab 1956 in Kooperation mit dem Mannesmann-Konzern mit einem Montagewerk in Friedrichshafen. 1962 wurde die Fertigung der Traktorsparte von MAN mit der von Porsche zusammengelegt. 1963 verkaufte Porsche seine Traktoren-Sparte  an Renault. Insgesamt wurden rund 120.000 Porsche-Traktoren gebaut. Renault verkaufte seine Traktorensparte zwischen 2003 und 2008 sukzessiv an Claas.
Die Produktion der Traktoren, von denen 1961 16.000 Stück verkauft wurden, endete am 15. Juli 1963. Die Mercedes-Benz Motorenbau GmbH, eine Tochtergesellschaft der Daimler-Benz AG, übernahm im Juli 1963 Werksanlagen und Belegschaft der Porsche-Diesel-Motorenbau GmbH. Aus Untertürkheim wurde im August die Fertigung der Großmotoren-Baureihen MB 833, MB 837 und MB 838 nach Friedrichshafen-Manzell verlagert.

## Produkte

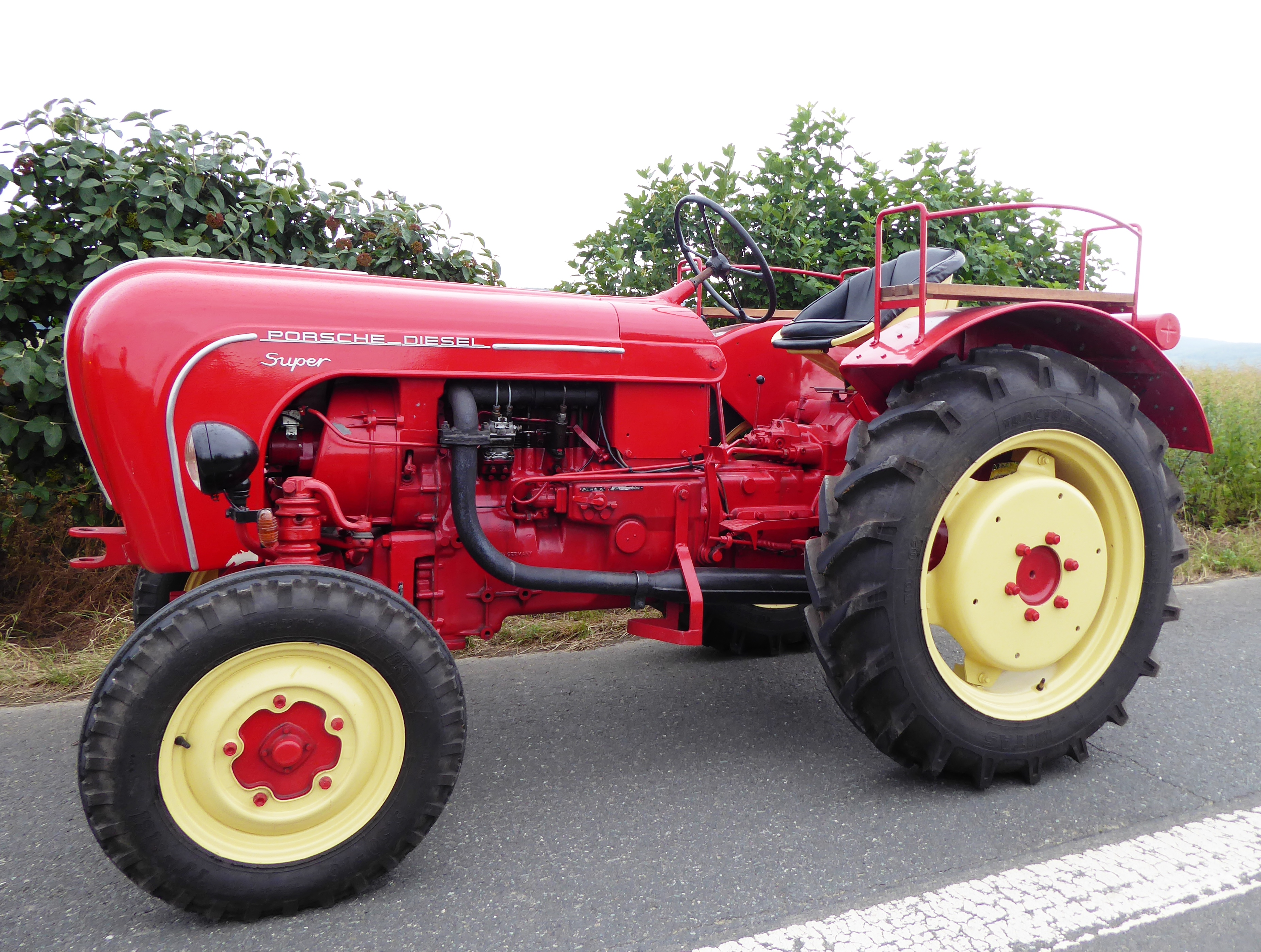
Porsche-Diesel Super

Das Unternehmen stellte zwischen 1956 und 1963 Ackerschlepper in verschiedenen Größen- und Leistungsklassen her. Nach der Übernahme der Schlepperproduktion lief der Bau der Allgaier-Modelle zunächst bis etwa Mitte des Jahres 1956 weiter. Anschließend gab es eine erste optische und technische Überarbeitung des Produktionsprogramms. So tauschte man neben der Motorhaube auch in der Typenbezeichnung das „A“ durch ein „P“ aus.
1957 führte das Unternehmen die Baureihenbezeichnungen „Junior“ für Modelle mit 1-Zylinder-Motor, „Standard“ für Modelle mit 2-Zylinder-Motor und „Super“ für Modelle mit 3-Zylinder-Motor ein. 1958 folgte die „Master“-Reihe für die Großschlepper mit 4-Zylinder-Motor. Im Laufe der Jahre ergänzte Porsche-Diesel in diesem Schema diverse Modelle, die teilweise auch in verschiedenen Versionen verfügbar waren (wie zum Beispiel als Schmalspurversion oder als Kurzversion).

1958 wurde die Ersatzteilversorgung für die zu diesem Zeitpunkt eingestellten Normag-Zorge-Traktoren übernommen und 1963 an Renault weitergereicht.
1960 erfolgte eine umfassende Modifizierung des Programms und damit auch eine Änderung der Typenbezeichnung. Zugleich brachte Porsche-Diesel zu dieser Zeit einige neu entwickelten Modelle auf den Markt, die dann bis zur Einstellung der Produktion 1963 gebaut wurden.